# Grifo-do-cabo

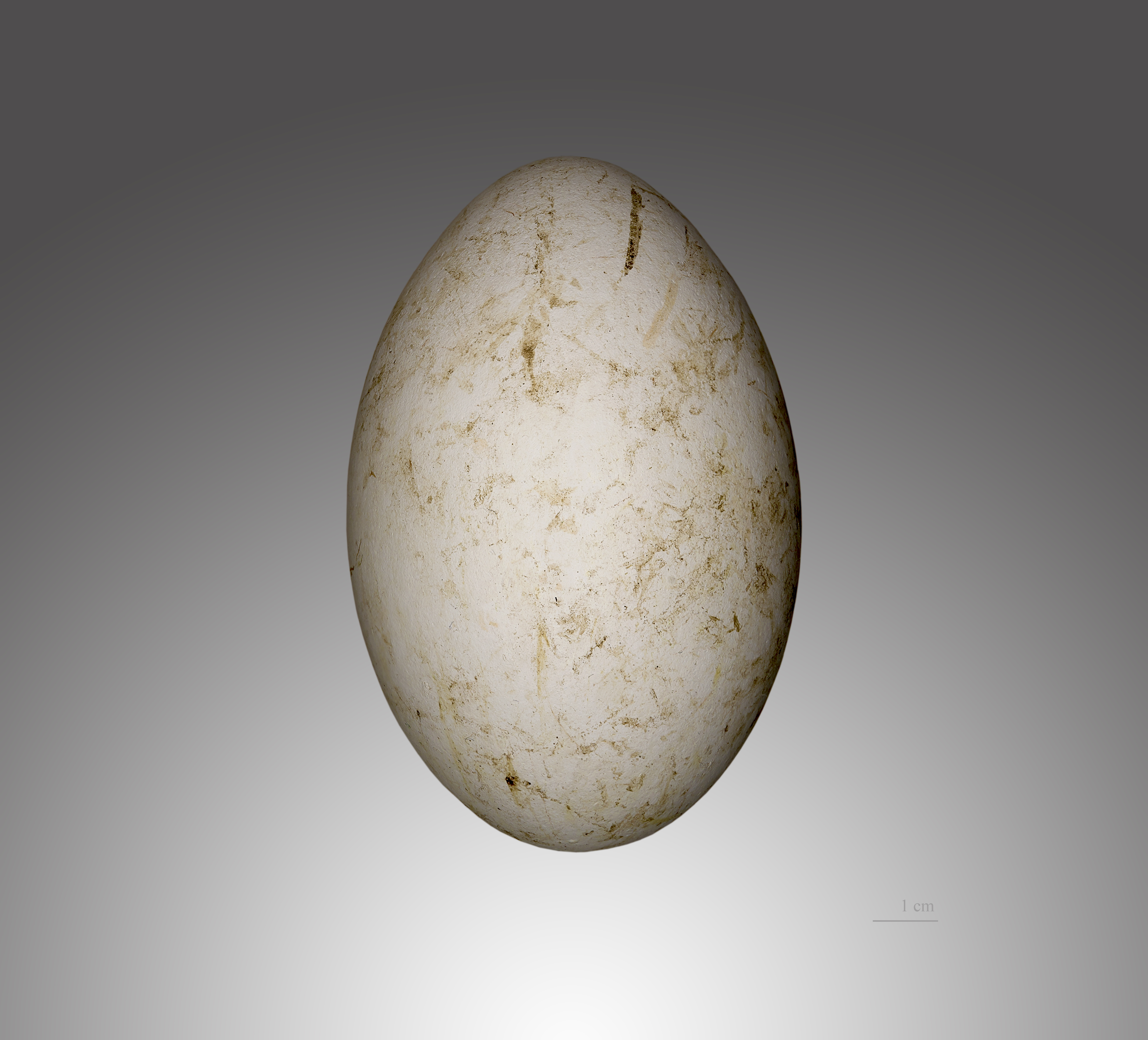
Gyps coprotheres - MHNT

O grifo-do-cabo (Gyps coprotheres) é uma espécie africana de abutre endêmica na África Meridional, que ganhou manchetes na época da Copa do Mundo de 2010 por sofrer um risco de extinção devido à uma crença local de que fumar o cérebro da ave seria útil para realizar previsões de jogos. Desde 2016, contudo, sua população cresceu e em 2021 foi considerada estável.
É um abutre de grande porte, considerado uma das maiores aves de rapina de África. Conta em média com 115 cm de comprimento, 255 cm de envergadura e peso entre 7.5 kg e 9.5 kg.